# Sveučilište Cornell
Sveučilište Cornell privatno je istraživačko sveučilište Lige bršljana sa sjedištem u Ithaci, New York, Sjedinjene Države. Sveučilište su 1865. godine osnovali Ezra Cornell i Andrew Dickson White. Od jeseni 2023. studentsko tijelo uključivalo je 16 071 studenata dodiplomskih i 10 207 studenata diplomskih studija iz svih 50 američkih država i 130 zemalja.
Sveučilište je organizirano u osam dodiplomskih koledža i sedam diplomskih odsjeka u glavnom kampusu Ithaca. Svaki koledž i akademski odjel imaju gotovo autonomiju u definiranju svojih odgovarajućih standarda upisa i akademskog kurikuluma. Uz svoj primarni kampus u Ithaci, sveučilište upravlja s tri satelitska kampusa, uključujući dva u New Yorku, medicinsku školu i Cornell Tech, te ogranak medicinske škole u Al Rayyanu, katarskom obrazovnom gradu.
Među osam sveučilišnih dodiplomskih koledža, četiri su državno podržana statutarna ili ugovorna koledža kroz sustav Državnog sveučilišta New York. Među postdiplomskim školama Cornella, New York podržava samo Veterinarski medicinski koledž. Glavni kampus Sveučilišta Cornell u Ithaci prostire se na 301 hektara.
Od listopada 2024. 64 dobitnika Nobelove nagrade, 4 dobitnika Turingove nagrade i 1 dobitnik Fieldsove medalje bili su povezani s Cornellom. Cornell broji više od 250.000 živućih bivših studenata, uključujući 34 Marshallova stipendista, 33 Rhodesova stipendista, 29 Trumanovih stipendista, 63 osvajača olimpijskih medalja, 10 trenutnih Fortune 500 izvršnih direktora i 35 milijardera.